# Fokihegy
Fokihegy Siófok egyik városrésze, a város és a Balaton-part egyik legexkluzívabb és legmagasabb presztízsű kertvárosi övezete[forrás?]. Gyakran emlegetik „Siófok Rózsadombjaként”[forrás?] zöldövezeti, dombos fekvése és nyugodt, elegáns hangulata miatt.

## Demográfia
A 2009-es adatok szerint a városrész lakossága 24 221 fő volt, amely szám 2014-re 25 355 főre emelkedett. Ez a növekedés 4,68%-os lakosságszám-bővülést jelent, amely 1 134 főnyi gyarapodást takar öt év alatt. A növekedés a városrész vonzerejét és folyamatos fejlődését is tükrözi.

## Földrajz és elhelyezkedés
Fokihegy a Balatontól nyugatra, Siófok központjától mintegy 1 kilométerre található. A városrész domborzati adottságai kiemelkednek a környező sík területek közül, enyhén emelkedő, zöldövezeti fekvése révén egyedülálló panorámát kínál a Balatonra és a városra.

## Társadalmi jellemzők
Egy felmérés szerint a városrész lakóinak mintegy 90%-a a magasabb jövedelmi réteghez tartozik, ami jól tükrözi Fokihegy exkluzív jellegét.[forrás?] A területet elsősorban családi házak, villák és alacsony beépítésű ingatlanok jellemzik, jelentős zöldfelülettel.